# Stay by my side
Stay by my side – drugi singel japońskiej piosenkarki Mai Kuraki, wydany 15 marca 2000 roku. Osiągnął 1 pozycję w rankingu Oricon i pozostał na liście przez 16 tygodni, sprzedał się w nakładzie 922 140 egzemplarzy. Singel zdobył status Milion.

## Lista utworów
| Nr | Tytuł                                                     | Słowa      | Kompozycja       | Aranżacja                   | Czas |
| -- | --------------------------------------------------------- | ---------- | ---------------- | --------------------------- | ---- |
| 1. | "Stay by my side"                                         | Mai Kuraki | Aika Ōno         | Cybersound                  | 4:26 |
| 2. | "Just Like You Smile Baby"                                | Mai Kuraki | Masataka Kitaura | Cybersound                  | 4:05 |
| 3. | "Love, Day After Tomorrow" (Day Tripper Drum'n' Bass Mix) | Mai Kuraki | Aika Ōno         | Cybersound Remixed by Toast | 4:52 |
| 4. | "Stay by my side" (Instrumental)                          |            | Aika Ōno         | Cybersound                  | 4:26 |

## Notowania
| Lista                        | Pozycja |
| ---------------------------- | ------- |
| Oricon Weekly Singles Chart  | 1       |
| Oricon Monthly Singles Chart | 3       |
| Oricon Yearly Singles Chart  | 17      |